# プナ

ハワイ島東部・プナ

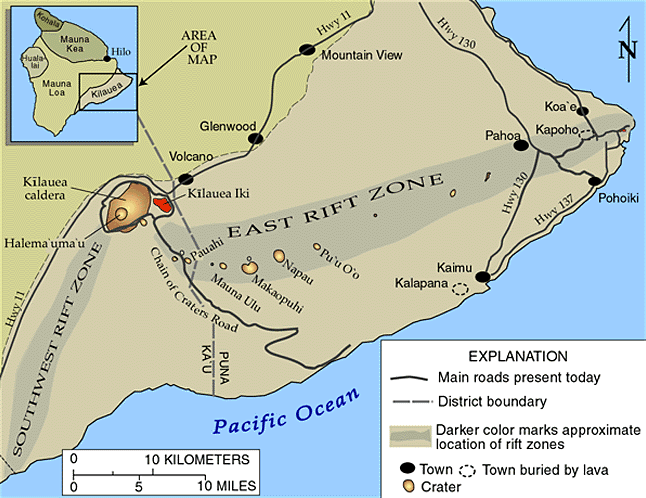
プナはキラウエアの山体東側の中低部を占める。

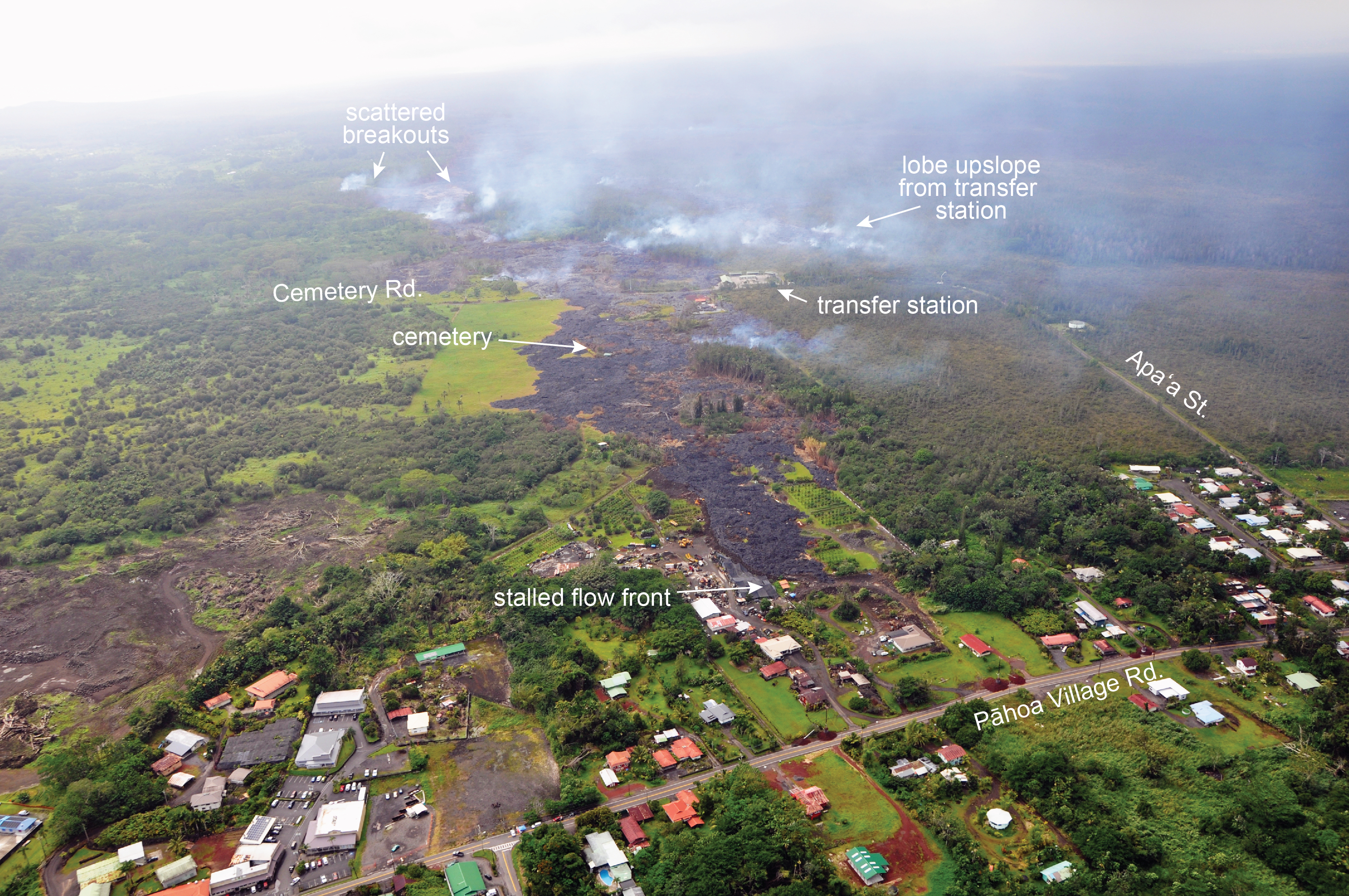
2014年の溶岩流に襲われそうになるパホア。

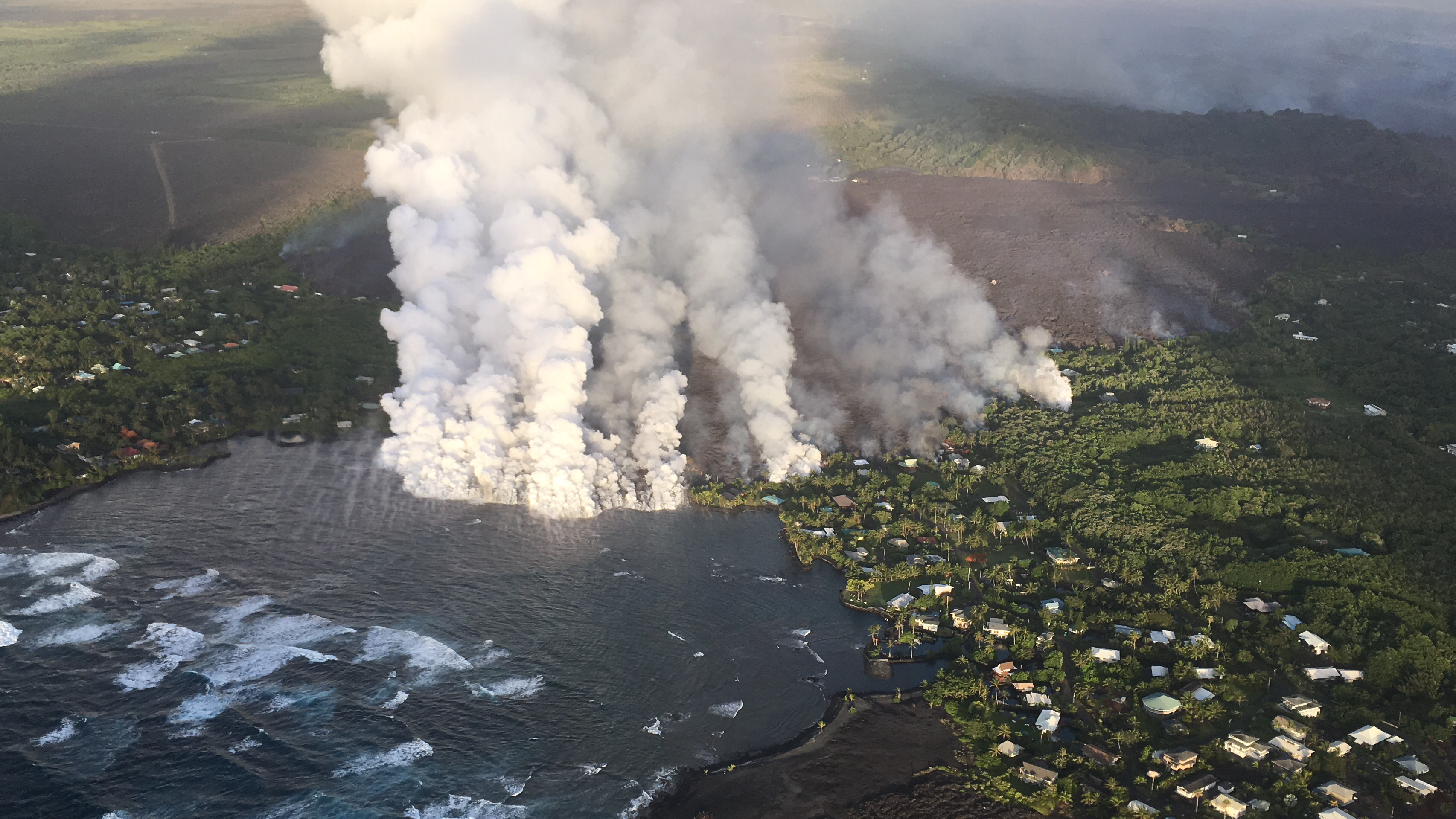
カポホの集落を飲み込み湾に達した溶岩流。この後、残っている住宅なども飲まれてしまう。2018年。

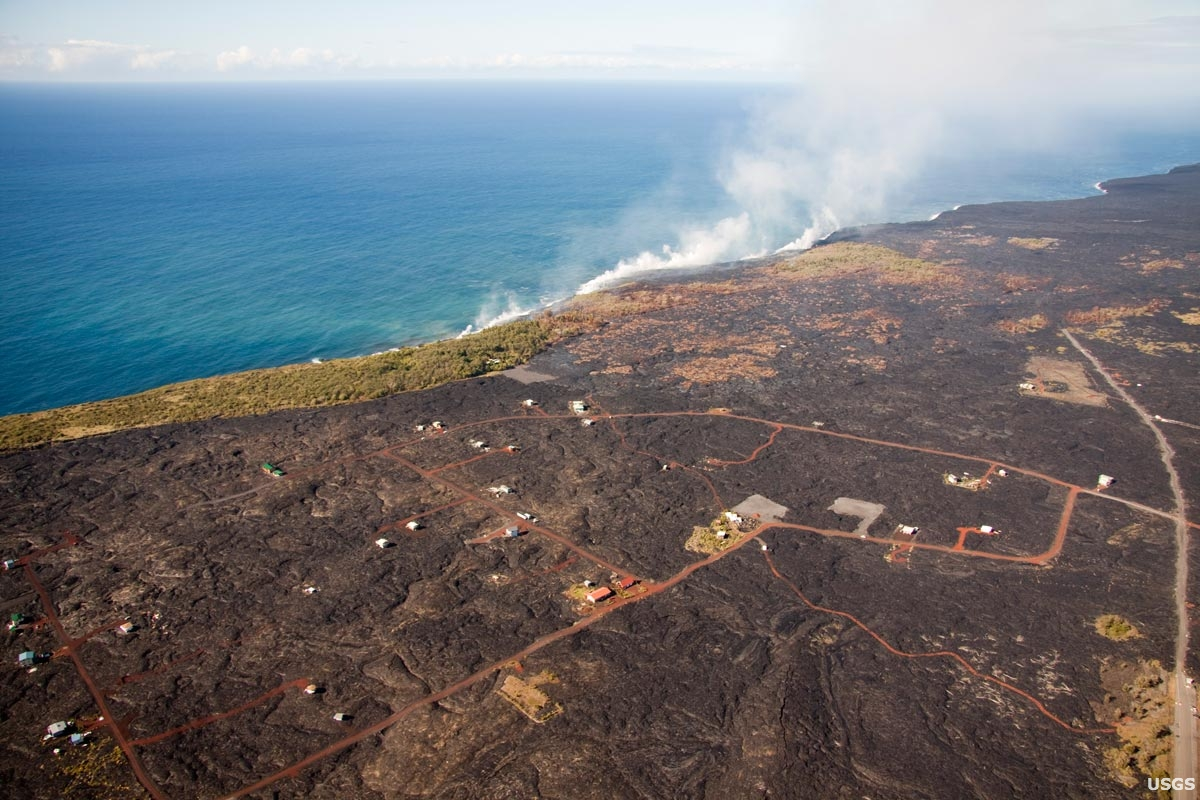
2010年のカラパナ。人家が増えつつある。

プナ（英語: Puna District）は、アメリカ合衆国ハワイ州のハワイ島東部の地区。ハワイ火山国立公園を有し、熔岩の潮だまりや熔岩樹型などが見られるほか、その恩恵を受けたサウナや温水池が特徴として挙げられる。

## 町

### ケアアウ
ケアアウ（Keaau）はプナの北部に位置し、商業の中心地として栄えるケアアウは人口2000人の町で、かつてはオラアと呼ばれた。

### パホア
パホア（Pahoa）はプナの中央に位置する人口1000人程度の町。1790年にできたラバ・ツリー・ステート・モニュメント（熔岩樹）など、キラウエアの影響によって形成された風景を見ることができる。

### カポホ
カポホ（Kapoho）は人口約300人の小さな町。かつてはパパイアの栽培などが行われていたが、1960年1月13日に発生した熔岩流によって約100件の住宅や温泉リゾート施設、畑などが消滅した。東部のクムカヒ岬はハワイ州最東端で、クムカヒはハワイ語で「最初のはじまり」を意味する。海岸にある、流れ出た熔岩によって形成された網目のような潮だまりは、カポホ・タイド・プールと呼ばれ、サドルラス、ツノダシ、チョウチョウウオ、ウニ、ナマコといった生物を見ることができる。2018年のキラウエアの噴火による溶岩流によって壊滅した。

### カラパナ
カラパナ（Kalapana）はハワイ火山国立公園の東に位置していた町であったが、1990年の熔岩流により消失した。通常、ハワイでは熔岩が町を直撃しないように迂回させるための道（熔岩チューブ）が設けられていたが、噴火が一時沈静化した1990年に、カラパナの西を流れていたチューブが冷却化して梗塞してしまい、カラパナへ直撃したためである。